# Larry LaLonde
Larry LaLonde, właśc. Reid Lawrence LaLonde (ur. 12 września 1968 w Richmond w Kalifornii), znany również jako Ler; amerykański muzyk, kompozytor i instrumentalista, gitarzysta. LaLonde występował oraz współpracował z grupami muzycznymi Primus, No Forcefield, Possessed, Blind Illusion oraz Serj Tankian and The FCC.
LaLonde w młodości pobierał lekcje gry na gitarze u wirtuoza instrumentu Joe Satrianiego.

## Dyskografia
| Possessed - Seven Churches (1985) - Beyond the Gates (1986) - The Eyes of Horror (1987) Blind Illusion - The Sane Asylum (1988) Tom Waits - Mule Variations (1999) - Jack Kerouac Reads On The Road (1999) - Orphans: Brawlers, Bawlers & Bastards (2006) No Forcefield - Lee’s Oriental Message (2000) - God Is An Excuse (2001) |  | Primus - Suck on This (1989) - Frizzle Fry (1990) - Sailing the Seas of Cheese (1991) - Miscellaneous Debris (1991) - Pork Soda (1993) - Tales from the Punchbowl (1995) - Brown Album (1997) - Rhinoplasty (1998) - Antipop (1999) - Animals Should Not Try to Act Like People (EP/DVD, 2003) - Green Naugahyde (2011) Corrupted Morrals - Cheese-It (1989) |

## Filmografia
- Blame It on the Fish (2006, film dokumentalny, reżyseria: Matthew J. Powers)[5]
- Cry Baby: The Pedal that Rocks the World (2011, film dokumentalny, reżyseria: Max Baloian, Joey Tosi)[6]